# Publius Sittius
Publius Sittius († Frühjahr 44 v. Chr. in Nordafrika) war ein römischer Ritter und politischer Abenteurer in der späten Republik.
Seine Familie stammte aus Nuceria Alfaterna in Kampanien. Der gleichnamige Vater des Publius Sittius blieb im Bundesgenossenkrieg den Römern treu. Sein Sohn war Anhänger Lucius Sergius Catilinas, für den er während der „Ersten Catilinarischen Verschwörung“ Truppen in Spanien angeworben haben soll, mit denen er laut Sallust im Jahr 64 in Nordafrika bereitstand. In beiden Ländern unterhielt er geschäftliche Beziehungen. Er war zugleich aber auch mit Catilinas Gegner Marcus Tullius Cicero befreundet, der Sittius in Schutz nahm, als er 62 v. Chr. seine Verteidigungsrede für Publius Cornelius Sulla hielt; Sulla hatte im Auftrag von Sittius dessen Besitz in Italien verkauft. Sittius hielt sich fortan als Anführer seiner Söldnerarmee in Nordafrika auf; es ist unklar, ob er verbannt war oder auf der Flucht vor Gläubigern. Er stand aber weiter in Verbindung mit Rom, wie ein an ihn gerichteter Brief Ciceros aus den 50er Jahren und eine Erwähnung in Briefen des Marcus Caelius Rufus im Jahr 51 zeigen.
Als der römische Bürgerkrieg 46 v. Chr. nach Nordafrika übergriff, stand Sittius gemeinsam mit dem befreundeten König Bocchus II. von Mauretanien auf der Seite Gaius Iulius Caesars. Er griff das Reich des mit den Pompeianern verbündeten Königs Iuba I. von Numidien an und konnte dadurch die gegnerischen Kräfte spalten, weil Iuba zur Verteidigung seines Herrschaftsgebiets Truppen verlegen musste. Später eroberte er ein für den Nachschub Iubas wichtiges Kastell.
Nach der Schlacht bei Thapsus verhinderte Sittius durch einen Sieg über Saburra, einen Feldherrn Iubas, weiteren Widerstand der Pompeiusanhänger in Nordafrika und konnte mehrere ihrer Anführer gefangen nehmen, darunter Faustus Cornelius Sulla und Lucius Afranius. Er soll auch über eine eigene Flotte verfügt haben, deren Erscheinen vor Hippo Regius den Anführer der Pompejaner, Quintus Caecilius Metellus Pius Scipio, zum Selbstmord zwang.
Caesar gab ihm die Herrschaft über das Gebiet um die Stadt Cirta (jetzt Constantine), wo eine römische Colonia eingerichtet wurde. Sittius siedelte dort seine Soldaten an, die sich nach ihm Sittiani nannten; bei Plinius dem Älteren erscheint Cirta als Colonia Cirta Sittianorum. Auch das Gentiliz Sittius war noch in der Kaiserzeit in Nordafrika weit verbreitet. Im Frühjahr 44 v. Chr. wurde Sittius vom Numider Arabion, dessen Familie vorher in Cirta geherrscht hatte, ermordet.